# Étude op. 25, no 8 de Chopin
Pour un article plus général, voir Études de Chopin.

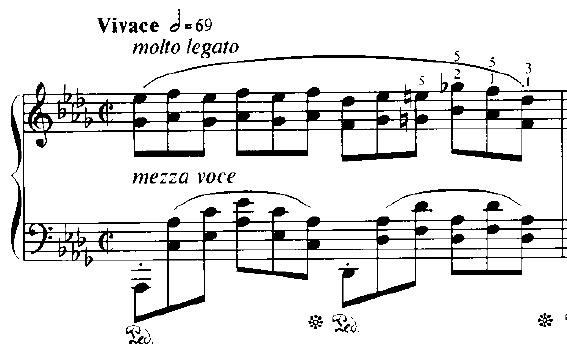
Incipit de lÉtude op. 25 no 8.

L'Étude op. 25, no 8, en ré bémol majeur, est une étude technique pour piano composée par Frédéric Chopin. Cette étude est composée avec des sixtes jouées à deux mains.

## Analyse
L'habileté technique requise pour la jouer fait de cette étude l'une des plus difficiles de l'opus 25. Sa sonorité inhabituelle est due à la succession ininterrompue de sixtes ascendantes, descendantes et chromatiques. Elle est écrite en alla breve, mais pas en 
.

## Reprises
Les 53 Études sur les études de Chopin de Leopold Godowsky comprennent deux versions de cette étude.